# Mirónivka (Crimea)
|  | Per a altres significats, vegeu «Mirónovka». |

Mirónivka (en ucraïnès: Миронівка, en rus: Мироновка, Mirónovka) és un poble de la República Autònoma de Crimea a Ucraïna, que el 2014 tenia 245 habitants. Pertany al districte de Bilohirsk.